# Plagiothecium majus
Plagiothecium majus là một loài Rêu trong họ Plagiotheciaceae. Loài này được (Boulay) Jedl. miêu tả khoa học đầu tiên năm 1950.